# Nemours Pierre-Louis
Pour les articles homonymes, voir Pierre-Louis.
Joseph Nemours Pierre-Louis, né le 24 octobre 1900 à Cap-Haïtien et mort en avril 1966 à Port-au-Prince, est un homme politique haïtien. Il est président de la république d'Haïti de décembre 1956 à février 1957.
Président de la Cour de cassation depuis 1946, il accède à la présidence après le départ du président Paul Magloire le 12 décembre 1956. Le 3 février suivant, il quitte ses fonctions et est remplacé le 7 février par Franck Sylvain qui devient président par intérim à son tour.

## Carrière politique
Après avoir étudié la physique et le droit, Pierre-Louis devient professeur de physique au lycée Philippe Guerrier. Après avoir travaillé comme professeur de droit de 1928 à 1937, il devient juge de la Cour municipale de Cap-Haïtien. Après la révolution de janvier 1946, il est élu président de la Cour de cassation.

## Présidence (1956-1957)
Bien que populaire, la politique de Paul Magloire est contestée par les mouvements communistes et nationalistes et il se retrouve rapidement isolé au sein de sa propre administration. Son parti perd la majorité et plusieurs manifestations communistes contestent son pouvoir. Alors que son mandat touche à sa fin, il renonce à se représenter pour sa succession et quitte le pouvoir le 6 décembre 1956, sous la poussée de revendications populaires. 
Après le départ de Magloire, il annonce dans un discours radiodiffusé le 12 décembre 1956 qu'au regard de la Constitution il devient président par intérim d'Haïti. Il annonce également la tenue d'élections pour avril 1957 et ordonne la libération de l'ancien candidat à la présidentielle et riche propriétaire de plantation Louis Déjoie et d'autres prisonniers politiques. 
Un mouvement de grève générale a été déclenché en vue de provoquer la démission du président Nemours Pierre Louis, accusé de freiner l'enquête sur les agissements de l'ex-président Magloire, et de protéger ses intérêts. Sous la pression, au début de janvier 1957, il fait saisir les biens de l'ancien président Paul Magloire.  
Le cabinet haïtien a démissionné la semaine dernière, et son chef aurait finalement suivi son exemple, mais les leaders politiques et l'armée semblent embarrassés pour lui trouver un successeur et s'entendre sur les noms des candidats aux prochaines élections présidentielles. Nemours Pierre Louis est remplacé par Franck Sylvain à la tête de l'État.